# Груздев, Илья Александрович
Илья Александрович Гру́здев (1892—1960) — советский литературовед, драматург, писатель из группы «Серапионовы братья». Биограф и исследователь творчества М. Горького.

## Биография
Родился 21 июля (2 августа) 1892 года в Санкт-Петербурге.
В 1911 году окончил Петровское коммерческое училище и поступил на историко-филологический факультет Санкт-Петербургского университета. После начала Первой мировой войны ушёл на фронт санитаром.
С 1914 года помещал фельетоны в газете «Жизнь искусства», рецензии и критические статьи его печатались в различных журналах, альманахах и сборниках. Получив диплом литературоведа, он поступил на службу в театральный отдел Наркомпроса.
Примыкал к содружеству «Серапионовы братья», в организации которого он участвовал. В первом же альманахе «Серапионовы братья» была напечатана его статья «Лицо и маска», в которой он рассматривал вопрос о роли рассказчика в современной литературе; в дальнейшем его особенно привлекала маска рассказчика в произведениях М. М. Зощенко.
Главной темой в жизни Груздева-филолога стала горьковская тема: Груздев работал над биографией М. Горького, ввёл в научный оборот много малоизвестных фактов в этой области; он — автор книг «Жизнь и приключения Максима Горького» (1926) и «Горький» (1946). В 1925 — 1936 годах Груздев и Горький обменялись более чем двумястами письмами. Наиболее полная биография Горького, написанная И. А. Груздевым, вышла в серии «Жизнь замечательных людей» в 1958 году.
С 1940 года — ответственный редактор журнала «Звезда». Всю Великую Отечественную войну, включая блокадные дни, И. А. Груздев был в Ленинграде (набережная канала Грибоедова, д. 9).
К. М. Симонов вспоминал, что на одном из обсуждений кандидатур на присуждение Сталинских премий в области литературы в 1948 году Сталин лично поднял вопрос о включении в список лауреатов Четверикова и Груздева за пьесу «Вороний камень», однако после сообщения о том, что Четвериков находится в заключении, более к этому вопросу не обращался.
Умер 11 декабря 1960 года в Ленинграде. Похоронен на Богословском кладбище Санкт-Петербурга.

## Награды
- орден Трудового Красного Знамени (1.2.1939)